# Урх (Словенска Бистрица)
Урх (словен. Urh) је насељено место уопштини Словенска Бистрица, Подравска регија, Словенија.

## Историја
До територијалне реорганизације у Словенији био је у саставу старе општине Словенска Бистрица.

## Становништво
У попису становништва из 2011. године, Урх је имао 66 становника.
| Број становника према пописима | Број становника према пописима | Број становника према пописима |
| ------------------------------ | ------------------------------ | ------------------------------ |
| 1991                           | 2002                           | 2011                           |
| 76                             | 69                             | 66                             |

Напомена: До 1952. исказивано под именом Свети Урх.